# Юрьево (Сандовский район)
Юрьево — село в Сандовском муниципальном округе Тверской области России. 

## География
Село расположено в 26 км на юго-восток от центра муниципального округа посёлка Сандово. 

## История
В 1818 году в селе была построена каменная Спасская церковь с 3 престолами, метрические книги с 1801 года. 
В конце XIX — начале XX века село входило в состав Арханской волости Весьегонского уезда Тверской губернии. 
С 1929 года село входило в состав Устровского сельсовета Сандовского района Бежецкого округа Московской области, с 1935 года — в составе Калининской области, с 2005 года — в составе Старосандовского сельского поселения, с 2013 года — в составе Топоровского сельского поселения, с 2020 года — в составе Сандовского муниципального округа. 

## Население
| 1859 | 2010 |
| ---- | ---- |
| 51   | ↘12  |

## Достопримечательности
В селе расположена недействующая Церковь Спаса Нерукотворного Образа (1818).